# Ivan Bek
Ivan Bek, född den 29 oktober 1909 och död den 2 juni 1963, var en serbisk-fransk fotbollsspelare. Bek spelade under sin karriär för både det jugoslaviska och det franska landslaget.

## Klubbkarriär
Bek började sin karriär i BSK Beograd i sin hemstad Belgrad innan han 1928 spelade en kort sejour i FK Mačva Šabac. Senare samma år flyttade Bek till Frankrike och till FC Sète. Där blev han kvar till 1935 då han bytte klubb till AS Saint-Étienne. Han avslutade till slut sin karriär i Nîmes Olympique i början av 1940-talet.

## Landslagskarriär
Bek debuterade för det jugoslaviska landslaget den 15 maj 1927 i en match mot Bulgarien. Han deltog sedan i det jugoslaviska lag som spelade i de olympiska spelen 1928 i Amsterdam. Där åkte Jugoslavien ut mot Portugal redan i den första omgången.
Bek blev sedan uttagen till Jugoslaviens trupp till det första världsmästerskapet i fotboll som spelades 1930 i Uruguay. Där gjorde Bek tre mål i gruppspelet och blev därmed den bäste jugoslaviske och europeiske målskytten under VM 1930. Jugoslavien tog sig vidare till semifinal, men där åkte de ut mot värdnationen Uruguay med hela 6-1.
1933 bytte Bek nationalitet och blev istället fransk medborgare. Det gav honom chansen att ställa upp för det franska landslaget. Totalt spelade han fem matcher mellan 1935 och 1937.